# سيرجيو ماركوس غونزاليس
سيرجيو ماركوس غونزاليس (بالإسبانية: Sergio Marcos González) (3 فبراير 1992 في إسبانيا - ) هو لاعب كرة قدم إسباني في مركز الوسط. لعب مع أتلتيكو مدريد ب ونادي فياريال ونادي لوغو ونادي فياريال ب.

## وصلات خارجية
- سيرجيو ماركوس غونزاليس على موقع قاعدة بيانات كرة القدم.إي يو (الإنجليزية)
- سيرجيو ماركوس غونزاليس على موقع Soccerway.com (الإنجليزية)
- سيرجيو ماركوس غونزاليس على موقع AS.com (الإسبانية)